# Nor Seysulan
Nor Seysulan (in armeno Նոր Սեյսուլան?, in azero Yeni Garalar) è una piccola comunità rurale del distretto di Ağdam, in Azerbaigian, fino al 2020 appartenente alla regione di Martakert nella repubblica di Artsakh  (già repubblica del Nagorno Karabakh).
Il villaggio nel 2005 contava poco più di cento abitanti e si trova lungo la vallata del fiume Khachenaget a trentuno chilometri dal capoluogo regionale Martakert.